# Aach (bei Trier)
Aach település Németországban, Rajna-vidék-Pfalz tartományban. Lakosainak száma 1104 fő (2023. december 31.). Aach Newel és Trier községekkel határos.

## Fekvése
Triertől északnyugatra fekvő település.

## Története
A település és környéke már a bronzkorban és a rómaiak idején is lakott volt. Aach nevét 953-ban említették először Aquacuum néven. Bár a falu közel fekszik Trierhez, nem volt része a Trieri választófejedelemségnek.
1794-ben, a Rajna bal partját a francia forradalmi csapatok foglalták el. 1798-1814 között a hely, hogy a francia Pfalzel tartományhoz tartozott, fővárosa Mairie volt. A bécsi kongresszus után, 1815-ben a Porosz Királysághoz került. Aach a második világháború után 1946-ban az újonnan alapított állam Rheinland-Pfalz lett.
A város két részből áll. Egyik a völgyben fekvő falu, másik az Aach-forrás fölött a magasban épült város, mely városi rangját a 13. században kapta. Régi erődítményéből pedig mindössze egy kaputorony maradt meg.

## Nevezetességek
- Aachtopf – itt tör felszínre ismét az Immendingen és Fridingen között a felszín alatt folyó Duna vize, és innen kezdve Aach néven folyik tovább a Boden-tó felé.